# F.A.M.E. Tour
Die F.A.M.E. Tour war die vierte Tournee des US-amerikanischen Musikers Chris Brown. Sie fand auf den Kontinenten Australien, Nordamerika und Asien statt und umfasste insgesamt 38 Shows. Sie begann im April 2011 und endete im Dezember desselben Jahres.

## Hintergrund
Am 19. Januar 2011 wurde von Browns Management bekanntgegeben, dass er sich im April für seine neue Tournee, welche den Namen F.A.M.E. Tour tragen solle, nach Australien begeben wird. Präsentiert wurde die Tour von Jive Live, Tourmanager Daniel Pritchard sagte zudem, dass „Australien das erste Land in der Welt sein wird, welches die neue Chris-Brown-Show sehen wird. Seine unglaublichen Bühnenauftritte bescherten ihm den Ruf als einen der elektrisierendsten Performer seiner Generation.“ Die Tickets für die Konzerte waren seit dem 4. Februar erhältlich. Die Tourdaten für Nordamerika wurden am 10. August veröffentlicht, dazu sagte Brown, dass „diese Tour es mir erlauben wird, ein musikalisches Bild zu malen. […] Ich will meinen Fans eine Menge Energie und Begeisterung bringen. Es wird eine großartige Show werden.“

## Vorgruppen
- Jessica Mauboy (Australien)[1]
- Justice Crew (Australien)[1]
- Havana Brown (Australien)[1]
- T-Pain (Nordamerika)[2]
- Kelly Rowland (einzelne Shows in Nordamerika)[2]
- Tyga (Nordamerika)[2]
- Bow Wow (einzelne Shows in Nordamerika)[2]

## Setlist
Die Setlist wurde oftmals in ihrer Reihenfolge verändert, zudem tauschte man manchmal auch einige Songs aus.
1. „Say It with Me“
2. „I Can Transform Ya“
3. „Wall to Wall“
4. „Run It!“
5. „Yo (Excuse Me Miss)“
6. „Body 2 Body“
7. „Wet the Bed“
8. „Take You Down“
9. „No Bullshit“
10. „She Ain’t You“
11. „Oh My Love“
12. „Deuces“
13. „Look at Me Now“
14. „With You“
15. „All Back“
16. „No Air“
17. „Yeah 3x“
18. „Forever“

Zugabe
1. „Beautiful People“

## Konzerte

### Durchgeführte Shows
| Datum              | Stadt                | Land                         | Veranstaltungsort                   |
| ------------------ | -------------------- | ---------------------------- | ----------------------------------- |
| Australien         |                      |                              |                                     |
| 20. April 2011     | Adelaide             | Australien                   | Adelaide Entertainment Centre       |
| 23. April 2011     | Melbourne            | Australien                   | Rod Laver Arena                     |
| 26. April 2011     | Sydney               | Australien                   | Acer Arena                          |
| 29. April 2011     | Brisbane             | Australien                   | Brisbane Entertainment Centre       |
| Nordamerika        |                      |                              |                                     |
| 12. September 2011 | Toronto              | Kanada                       | Molson Canadian Amphitheatre        |
| 14. September 2011 | Buffalo              | Vereinigte Staaten           | Darien Lake Performing Arts Center  |
| 16. September 2011 | Holmdel              | Vereinigte Staaten           | PNC Center                          |
| 17. September 2011 | Washington, D.C.     | Vereinigte Staaten           | Verizon Center                      |
| 18. September 2011 | Detroit              | Vereinigte Staaten           | Joe Louis Arena                     |
| 21. September 2011 | Cleveland            | Vereinigte Staaten           | CSU                                 |
| 23. September 2011 | Chicago              | Vereinigte Staaten           | Tinley Park                         |
| 24. September 2011 | St. Louis            | Vereinigte Staaten           | Verizon Wireless Amphitheater       |
| 25. September 2011 | Indianapolis         | Vereinigte Staaten           | Klipsch Music Center                |
| 28. September 2011 | Baltimore            | Vereinigte Staaten           | 1st Mariner Arena                   |
| 30. September 2011 | Hempstead (New York) | Vereinigte Staaten           | Nassau Veterans Memorial Coliseum   |
| 1. Oktober 2011    | Raleigh              | Vereinigte Staaten           | Time Warner Cable Music Pavilion    |
| 2. Oktober 2011    | Atlanta              | Vereinigte Staaten           | Aaron’s Amphitheatre at Lakewood    |
| 5. Oktober 2011    | Miami                | Vereinigte Staaten           | American Airlines Arena             |
| 7. Oktober 2011    | Tampa                | Vereinigte Staaten           | 1-800-ASK-GARY Amphitheatre         |
| 8. Oktober 2011    | Charlotte            | Vereinigte Staaten           | Verizon Wireless Amphitheatre       |
| 9. Oktober 2011    | Virginia Beach       | Vereinigte Staaten           | Farm Bureau Live at Virginia Beach  |
| 12. Oktober 2011   | Kansas City          | Vereinigte Staaten           | Sprint Center                       |
| 14. Oktober 2011   | Dallas               | Vereinigte Staaten           | Gexa Energy Pavilion                |
| 15. Oktober 2011   | New Orleans          | Vereinigte Staaten           | New Orleans Arena                   |
| 16. Oktober 2011   | Houston              | Vereinigte Staaten           | Woodlands                           |
| 18. Oktober 2011   | Phoenix              | Vereinigte Staaten           | Ashley Furniture HomeStore Pavilion |
| 20. Oktober 2011   | Los Angeles          | Vereinigte Staaten           | Staples Center                      |
| 22. Oktober 2011   | Oakland              | Vereinigte Staaten           | Sleep Train Pavilion                |
| 23. Oktober 2011   | Sacramento           | Vereinigte Staaten           | Sleep Train Amphitheatre            |
| 26. Oktober 2011   | Memphis              | Vereinigte Staaten           | FedExForum                          |
| 28. Oktober 2011   | Philadelphia         | Vereinigte Staaten           | Wells Fargo Center                  |
| 29. Oktober 2011   | Pittsburgh           | Vereinigte Staaten           | Consol Energy Center                |
| 30. Oktober 2011   | Uncasville           | Vereinigte Staaten           | Mohegan Sun Arena                   |
| 1. November 2011   | Cleveland            | Vereinigte Staaten           | Wolstein Center at CSU              |
| 4. November 2011   | Phoenix              | Vereinigte Staaten           | Ashley Furniture HomeStore Pavilion |
| 5. November 2011   | Irvine               | Vereinigte Staaten           | Verizon Wireless Amphitheatre       |
| 6. November 2011   | Chula Vista          | Vereinigte Staaten           | Cricket Wireless Amphitheatre       |
| Asien              |                      |                              |                                     |
| 9. Dezember 2011   | Dubai                | Vereinigte Arabische Emirate | Dubai Festival City Concert Arena   |

### Abgesagte Konzerte
Aufgrund einer Virusinfektion von Brown musste das für den 3. Mai 2011 in Perth geplante Konzert abgesagt werden. Die Show in Moline, welche am 2. November hätte stattfinden sollen, musste aufgrund Konflikten mit dem Terminplan ebenfalls abgesagt werden.

## Rezeption
Briony Skinner von der Website Brisbane Times schrieb, dass Brown „sicherlich eine unvergesslich Show abgezogen“ hätte und fügte hinzu, dass er „das abgeliefert hat, was die meisten Fans sehen wollten – das Tanzen“. Adriana Urquia von MTV Australia war der Meinung, dass besonders Brown Gesangsfähigkeiten während seiner „tiefempfundenen Balladen“ beeindruckend waren. Zuletzt zog sie ein Fazit, wonach Brown „die Menschenmenge heiß gemacht und sie zum Bewegen und Mitsingen seiner Lieder gebracht hat“.